# Albert Dufour-Féronce

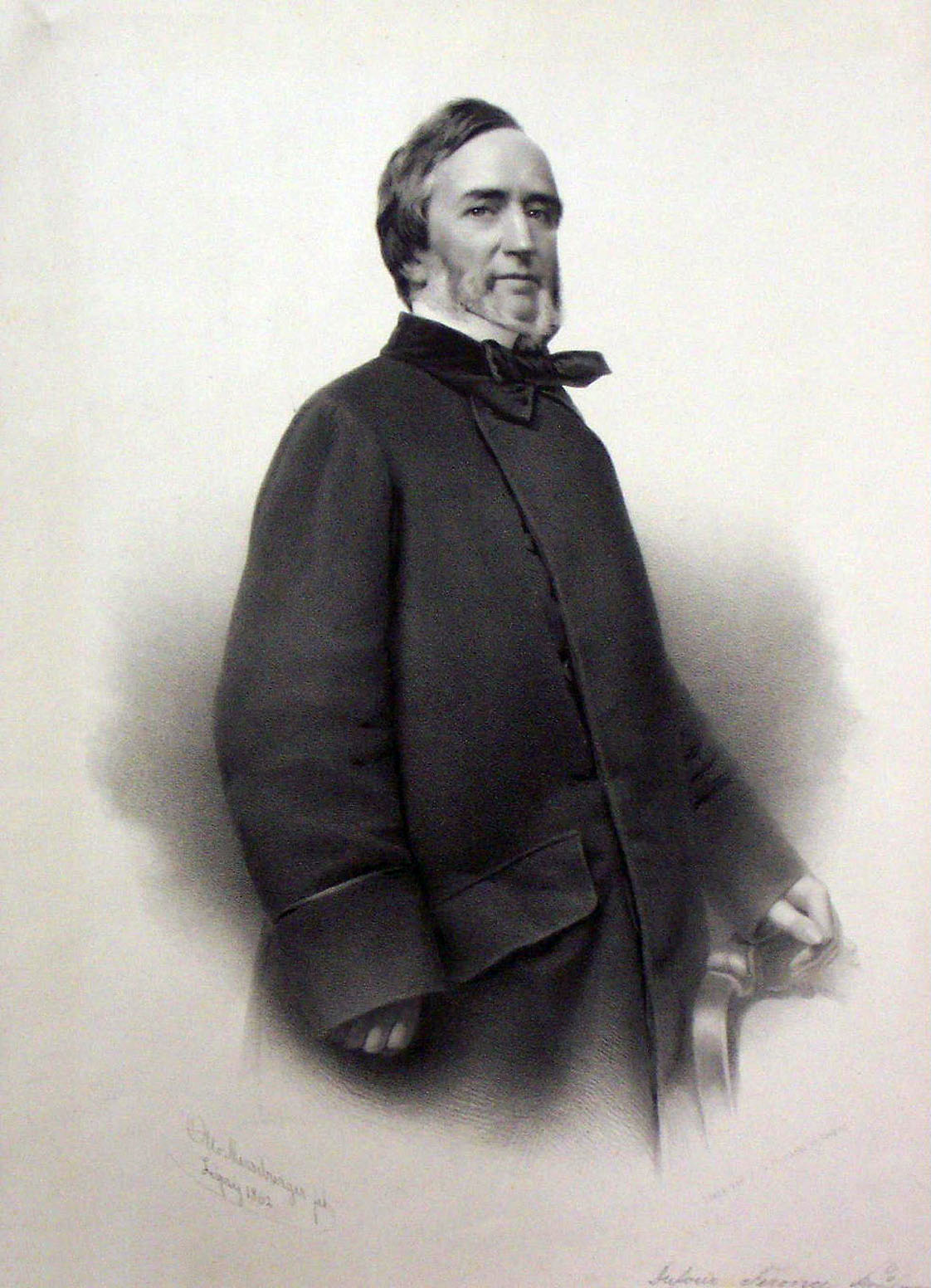
Albert Dufour-Féronce

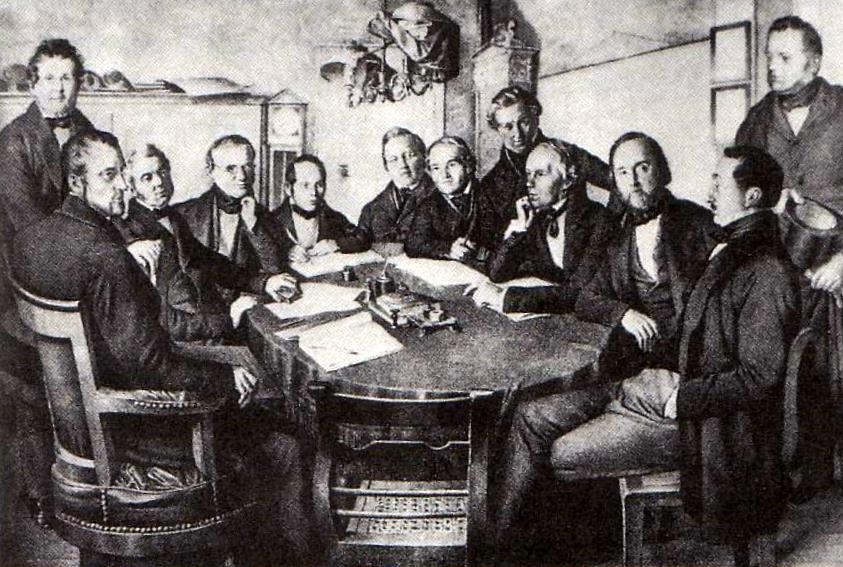
Albert Dufour-Féronce (3. v. r.) im Kreise des Direktoriums der Leipzig-Dresdner Eisenbahn-Compagnie (1852)

Albert Johann Markus (franz. Jean Mark Albert) Dufour-Féronce (* 20. Dezember 1798 in Leipzig; † 12. November 1861 in London) war ein Unternehmer, Bankier und Eisenbahnpionier.

## Leben
Albert Dufour-Féronce war der Nachkomme einer seit 1692 in Leipzig ansässigen Hugenottenfamilie. Er war der Sohn von Jacques Ferdinand Dufour-Féronce (1766–1817) und seiner Ehefrau Pauline (1774–1839). Bereits sein Großvater Jacques Marc Antoine Dufour-Féronce (1737–1806) war Seidengroßkaufmann in Leipzig. Ferdinand Dufour-Féronce war im Jahre 1816 vom sächsischen König in den erblichen Freiherrenstand erhoben worden, erbat jedoch für sich und seinen Sohn das Recht, den Titel aus beruflichen
Gründen nicht zu verwenden. Er war Inhaber einer der bedeutendsten Handelsfirmen der Stadt, der Seidenwarenhandlung Dufour Gebr. & Co., die vor allem Seidenwaren aus Frankreich bezog und nach Ost- und Südosteuropa weiterverkaufte. Das Unternehmen hatte Filialen in Lyon, Hamburg und Braunschweig. Der Familie gehörte seit 1794 das Romanushaus. Ihr Handelsgewölbe befand sich im Erdgeschoss der Alten Handelsbörse, es war das teuerste, das der Leipziger Rat vermietete.
Seit dem Tode des Vaters 1817 leitete Albert Dufour-Féronce das Handelsunternehmen, das seit 1832 auch sächsische Gewerbeerzeugnisse kaufte und diese nach Übersee versendete.
1835 gehörte er zu den Mitbegründern der Leipzig-Dresdner Eisenbahn-Compagnie, dort wurde sein Neffe Friedrich Busse Betriebsdirektor. Entscheidenden Einfluss hatte er auch bei der Gründung der ersten Leipziger Aktiengesellschaft, der Kammgarnspinnerei zu Leipzig im Jahre 1836. Weiterhin gehörte Dufour-Féronce zu den Gründern der Leipziger Bank im Jahre 1838 und der Allgemeinen Deutschen Credit-Anstalt im Jahre 1856. Bei der Allgemeinen Deutschen Credit-Anstalt war er von 1856 bis 1859 „vollziehender Direktor“. Wegen seiner weitreichenden internationalen Handelsbeziehungen war er auch an der „Compagnie universelle du canal maritime de Suez“ zum Bau des Sueskanals beteiligt und fungierte Dufour Gebr. & Co. auch als Agentur des Österreichischen Lloyd.
Dufour-Féronce wurde im Erbbegräbnis der Familie in der II. Abteilung (Nr. 79) des Neuen Johannisfriedhofs beerdigt.

## Öffentliche Ämter
Von 1840 bis 1846 war Dufour-Féronce Stadtrat in Leipzig. Seit 1846 war er Generalkonsul von Portugal.
Nach der Wahlrechtsreform 1848 wurde er vom Deutschen Verein als Kandidat nominiert und für die Leipziger Wahlbezirke 22, 23 und 24 in die Erste Kammer des Sächsischen Landtags gewählt. Diesen Sitz hatte er bis zur Wiedereinführung des alten Wahlrechts 1850 inne.

## Ehrungen

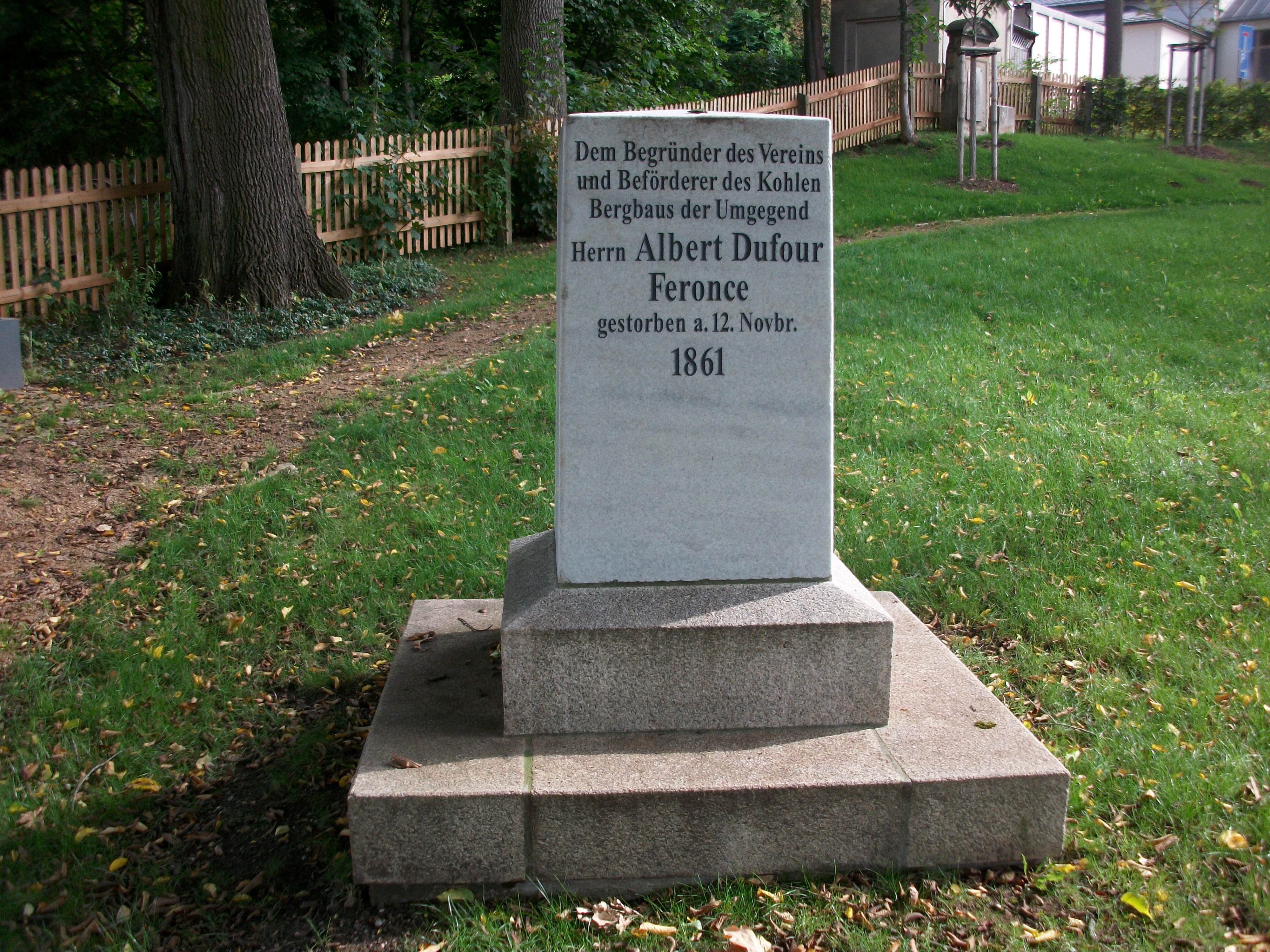
Gedenkstein für Albert Dufour Feronce in Lugau (Erzgebirgskreis)

Unter den Namen der Bürger Leipzigs, die die  Leipzig-Dresdner Eisenbahn ins Leben riefen, findet sich auch der von Dufour-Féronce auf Metalltafeln an allen vier Seiten des 1878 von Carl Gustav Aeckerlein (1832–1886) entworfenen Eisenbahnobelisken in den Schwanenteich-Anlagen an der Leipziger Goethestraße.
Im Jahr 1881 wurde der ehemalige Brandweg am Rande des Leipziger Musikviertels in Dufourstraße umbenannt.

## Gemälde
Im Jahre 1802 malte Johann Friedrich August Tischbein Albert Dufour-Féronce als Kind im Doppelbildnis Anne Pauline Dufour-Feronce mit ihrem Sohn Jean Marc Albert, welches 2013 in der Ausstellung Kinderzeit im Niedersächsischen Landesmuseum für Kunst und Kulturgeschichte in Oldenburg zu sehen war.